# Паужетская ГеоЭС
Паужетская ГеоЭС — геотермальная электростанция, расположенная на Камбальском месторождении парогидротерм в юго-западной части Камчатского полуострова в посёлке Паужетка около вулканов Кошелева и Камбального. Первая по времени строительства геотермальная электростанция России, введена в эксплуатацию в 1966 году. Эксплуатируется ПАО «Камчатскэнерго».

## Конструкция станции
Паужетская ГеоЭС представляет собой геотермальную электростанцию с прямым использованием пара. Установленная мощность электростанции — 12 МВт, располагаемая мощность (лимитируется количеством поставляемого пара) — 5,9 МВт. Геотермальный теплоноситель добывается из скважин, пробурённых на Камбальском месторождении парогидротерм (по состоянию на 2016 год, эксплуатируется 10 скважин). Скважины оборудованы сепараторами, на которых происходит разделение пароводяной смеси, после чего пар направляется по трубопроводам к зданию ГеоЭС и далее в турбины. Основное генерирующее оборудование Паужетской ГеоЭС включает в себя:
- турбоагрегат № 3 мощностью 6 МВт, в составе турбины МК-6-0,2 и генератора Т2-6-2, введён в 1980 году;
- турбоагрегат № 1 мощностью 6 МВт, в составе турбины ГТЗА-631.01 и генератора Т-6-2У3, введён в 2006 году.

Выработанная электроэнергия выдаётся в энергосистему через открытое распределительное устройство (ОРУ) напряжением 35 кВ по линии электропередачи ВЛ 35 кВ Паужетская ГеоЭС — ПС Озёрная.
Также в составе Паужетской ГеоЭС имеется экспериментальный бинарный энергоблок мощностью 2,5 МВт, который должен был использовать в качестве теплоносителя сбросной сепарат температурой 120 °С. По состоянию на 2018 год энергоблок не введён в эксплуатацию.

## История строительства и эксплуатации
Первые изыскательские работы по возможности строительства на юге Камчатки геотермальной электростанции датируются 1950-ми годами. 15 марта 1954 года Президиум АН СССР поручил Лаборатории вулканологии направить на Южную Камчатку геотермальную экспедицию. В 1955 году по итогам работы экспедиции было выбрано место бурения скважины на Паужетских термальных источниках. Первая скважина была пробурена в 1957 году, геологоразведочные работы закончились в 1962 году, что позволило перейти к проектированию и строительству Паужетской ГеоЭС. Пуск новой станции состоялся в 1966 году при мощности 5 МВт (два турбогенератора по 2,5 МВт). К 1980 году мощность станции была увеличена до 11 МВт путём монтажа ещё одного турбоагрегата. В 2006 году турбоагрегат № 1 заменён на новый мощностью 6 МВт, общая мощность станции увеличилась до 14,5 МВт. В 2009 году был выведен из эксплуатации изношенный турбоагрегат № 2 мощностью 2,5 МВт, мощность станции составила 12 МВт.
В 2010 году было начато строительство бинарного блока мощностью 2,5 МВт. В июле 2011 года были завершены основные работы по установке оборудования блока, по прокладке дополнительных труб от скважин Паужетского месторождения и прокладка водоводов для охлаждения (общая длина ≈3600 м). В промышленную эксплуатацию блок введён не был.
Паужетская ГеоЭС обеспечивает энергоснабжение изолированного Озерновского энергорайона и работает параллельно с Озерновской ДЭС мощностью 3,57 МВт, которая включается в работу летом при резком росте энергопотребления в период рыболовной путины, а также при ремонтах и аварийных ситуациях на ГеоЭС и линии электропередачи. Паужетская ГеоЭС обеспечивает электроэнергией население и предприятия в п. Озерновский, п. Паужетка, п. Шумный и селе Запорожье Усть-Большерецкого района Камчатского края. Располагаемая мощность станции ограничена количеством поставляемого пара и составляет 5,8-6,0 МВт, ежегодная выработка электроэнергии составляет около 42 млн кВт.ч.
1 января 2006 года электростанция была выделена из состава ОАО «Камчатскэнерго» и начала операционную деятельность как самостоятельное юридическое лицо — ОАО «Паужетская ГеоЭС». С 28 декабря 2009 года ОАО «Паужетская ГеоЭС» было приобретено ОАО «Геотерм», дочерним обществом ОАО «РусГидро». В 2018 году АО «Паужетская ГеоЭС» было ликвидировано, станция передана в эксплуатацию АО «Геотерм». В декабре 2019 года АО «Геотерм» было присоединено к ПАО «Камчатскэнерго».